# Baptiste Sambuis
Baptiste Sambuis (30 gennaio 2002) è uno sciatore alpino francese.

## Biografia
Specialista delle prove tecniche originario di Saint-François-Longchamp e attivo dal novembre del 2018, Sambuis ha esordito in Coppa Europa il 10 febbraio 2023 a Jaun in slalom speciale (32º); ha debuttato in Coppa del Mondo il 26 gennaio 2025 a Kitzbühel in slalom speciale, senza qualificarsi per la seconda manche. Non ha preso parte a rassegne olimpiche o iridate.

## Palmarès

### Coppa Europa
- Miglior piazzamento in classifica generale: 105º nel 2025

### Campionati francesi
- 1 medaglia:
  - 1 bronzo (slalom gigante nel 2023)